# Cathbad
Cathbad (irisch [ˈkaθvað]) ist ein Seher und Druide im Ulster-Zyklus der keltischen Mythologie Irlands.

## Mythologie
Cathbad ist der Berater von Conchobhar Mac Nessa, dem König von Ulster. Als Druide hat er eine hohe Stellung in der Gesellschaft und ist nicht nur Berater, sondern auch Richter, Lehrer und Diplomat. Er besitzt die Gabe des Wahrsagens. Cathbad prophezeite in der Erzählung Longas mac nUislenn („Das Exil der Söhne Uislius“), Deirdre würde von großer Schönheit sein, werde aber Ulster viel Leid bringen.
„In deines Leibes Höhle schrie auf
eine Frau mit goldgelocktem Haar,
mit sternengleichen blauen Augen,
die Wangen bläulich-purpurn wie der Fingerhut,
wie Ebereschen-Beeren rot die Lippen,
eine Frau, die Streit und Mord erregt
bei Ulsters Wagenkämpfern...“
Im Táin Bó Cuailnge („Der Rinderraub von Cooley“) wird von Conall Cernach über die Jugendtaten Cú Chulainns (Macgnímrada Con Culainn) berichtet. Hier soll Cathbad dem Helden seinen endgültigen Namen gegeben und ihm ein ruhmreiches aber kurzes Leben prophezeit haben.
Cathbad hat drei Kinder, Deichtire (Cú Chulainns Mutter), Elbha (Naoises Mutter), und Finncháem (die Gattin Amairgin mac Ecit Salaigs und Mutter Conall Cernachs). Nach der Erzählung Compert Conchobuir („Conchobars Empfängnis“) soll er mit Nessa auch der Vater Conchobar mac Nessas sein.